# Napoleone Giotti
Napoleone Giotti, pseudonimo di Carlo Jouhaud (Milano, 1803 – Firenze, 30 giugno 1897), è stato un drammaturgo italiano.
Visse a Firenze. Figlio di un libraio di origine francese si fece conoscere come poeta con il suo Canto del Vecchio. Pubblicò due studi su Schiller e uno sullo scrittore polacco Adam Mickiewicz. 
Scrisse sul quotidiano fiorentino L'Alba (quotidiano) e diresse per un certo periodo il quotidiano L'Arte. Fu autore teatrale per il teatro fiorentino Teatro del Cocomero
per cui scrisse Aroldo il Sassone.  Fu un seguace di Giovanni Battista Niccolini, nei suoi drammi c'era un sentimento patriottico ardente ed aveva un linguaggio eloquente che arrivava al cuore della gente . 
Nel 1849 fu deputato alla costituente toscana e ne diviene segretario.  Scrisse numerosi drammi storici: 1846; Giano della Bella, 1847; La lega lombarda,1848; Guglielmo il malo re di Sicilia 1851; la Monaldesca 1853;Gli Ugonotti, 1854; Raffaella 1858; Enrico Wasa, re di Svezia 1869; Baldovino di Fiandra 1869; Brunechilde 1869.